# Edward Fred Knipling
Edward Fred Knipling (20 de março de 1909 — 17 de março de 2000) foi um entomologista estadunidense.